# Hysteron-proteron
Hysteron-proteron (gr. ὕστερον πρότερον hýsteron próteron), histerologia (gr. ὑστερολογία hysterología, pol. uwcześnienie) – figura retoryczna polegająca na naruszeniu następstwa czasowego zdarzeń.
Przykłady:
- Zgińmy i rzućmy się w wir walki.
- Jest zdrów i żyje.